# Koru (Symbol)

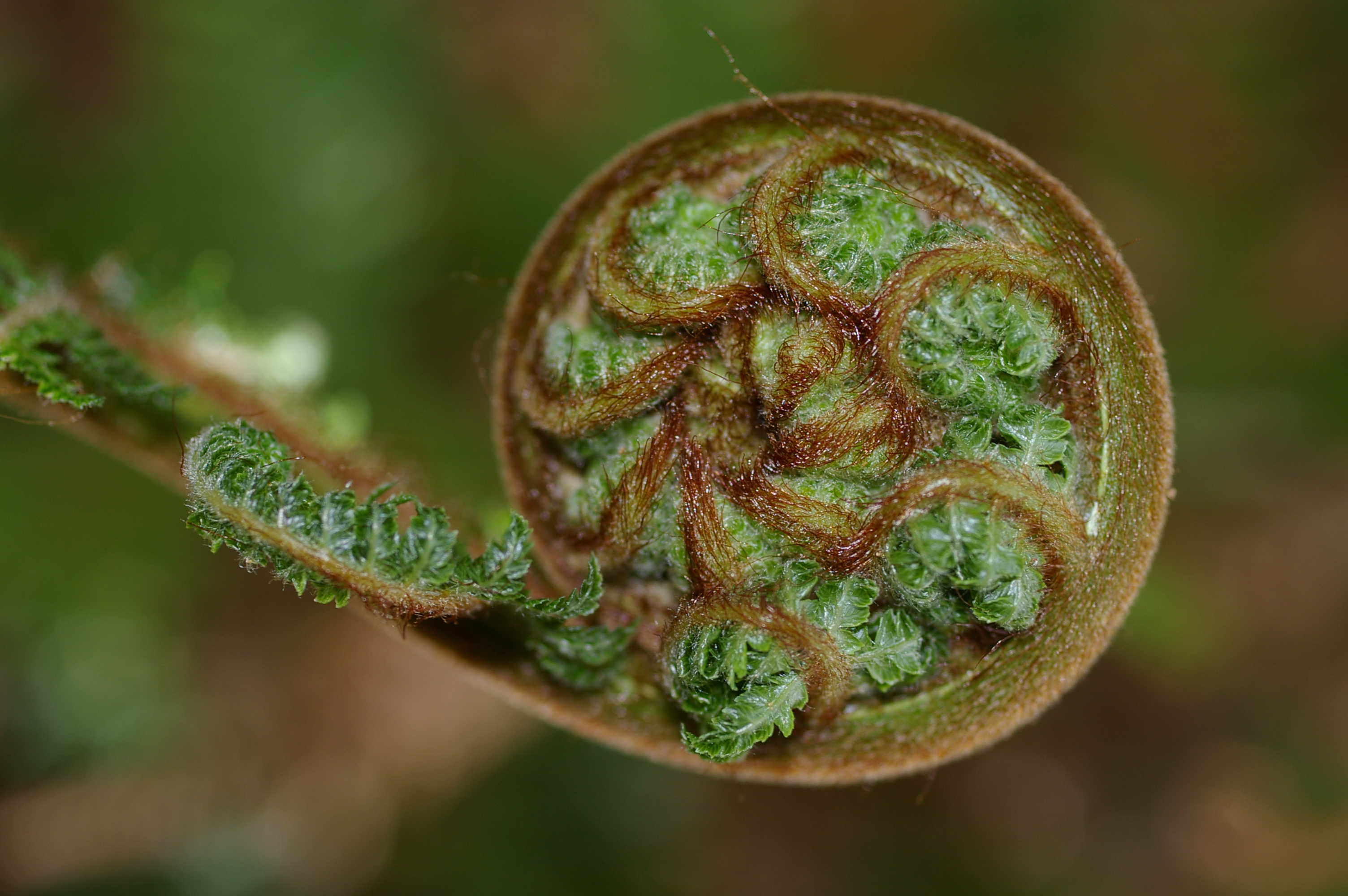
Der Koru, ein noch teilweise eingerollter junger Farnwedel

Koru, stilisiert, im DoC Logo

Koru ist in Neuseeland Begriff und Symbol für den sich entrollenden Wedel des Silberfarns. Das Wort entstammt der Sprache der Māori, die das Symbol traditionell unter anderem in Malereien, Schnitzereien, Schmuck und Tattoos verwendeten. Heute findet sich das Koru-Symbol in neuseeländischer Kunst von sowohl Māori als auch Nicht-Māori wieder. Zudem wird es in Form von Souvenirs und Produkt-Labels vermarktet und häufig auch in Firmenlogos verwendet. Das Koru-Symbol steht dabei oft für Neuseeland und eine neuseeländische Identität.

## Namensbedeutung

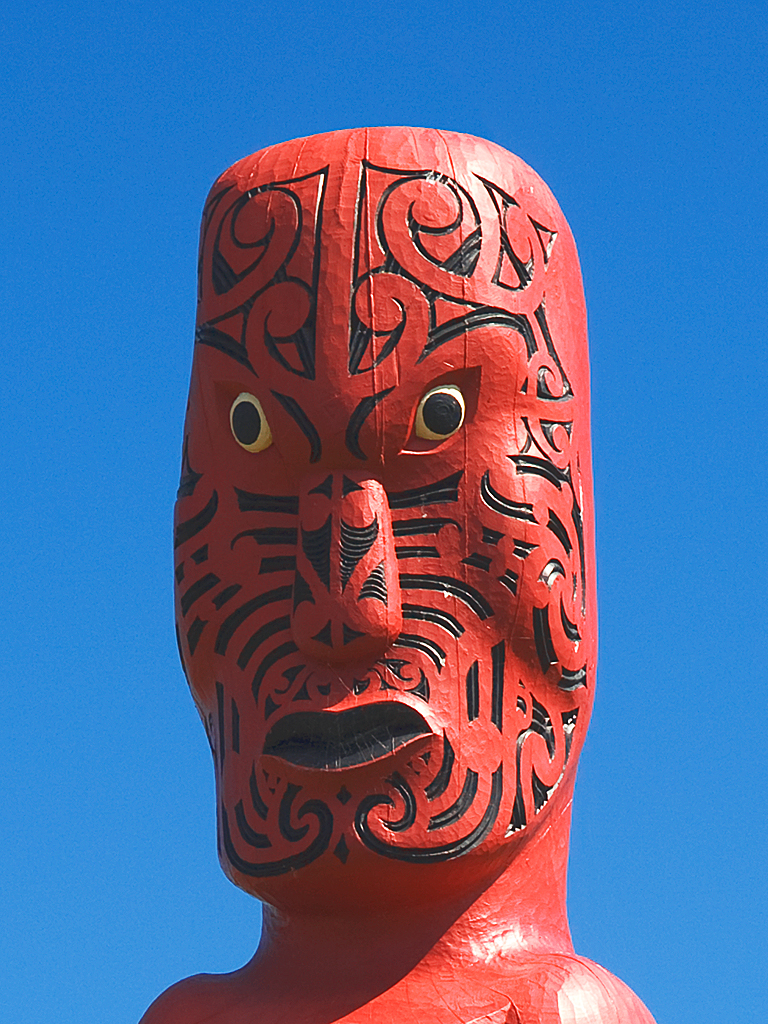
Māori-Skulptur, Toi's pa, Whakatāne, Bay of Plenty

Einerseits wird 'koru' in der maorischen Sprache für das sich entrollende Wedel des Silberfarns verwendet. Andererseits steht der Begriff aber auch für eine Buschpflanze in Neuseeland, die unter dem lateinischen Namen colensoa physaloides bekannt ist und bevorzugt in Northland zu finden ist. Als Verb kann 'koru' als gefaltet, geschlungen oder aufgerollt verstanden werden. Im Gegensatz hierzu wird unter 'korū' allerdings erschüttert oder gerüttelt verstanden.

## Verwendung in der traditionellen Kunst
Das Symbol des Koru, das in der Kunst der Māori häufig angefunden wird, basiert auf das sich entrollende Farnkrautwedel und symbolisiert damit die Entstehung neuen Lebens. Die Kreisform steht aber auch für eine fortwährende Bewegung, sowie die einwärts gehende Spiralform, in dieser Sichtweise, als das Zurück auf den Ursprung gehende gesehen werden kann.

### Schnitzereien
In allererster Linie verwenden Māori ihre Schnitzereikunst zur Gestaltung und Verzierung ihrer Wharenui (Versammlungshäuser), Kanus und zur Darstellung menschlicher Figuren. Ihre Ursprünge finden sich auf den nördlichen Polynesischen Inseln. In Neuseeland bekamen die Schnitzereien neben den Rauponga-, Taratara o Kai-, Unaunahi- oder Ritorito- und Pakura-Mustern häufig auch die Koru-Designs. Die Koru-Darstellung basierte zumeist vereinfacht auf einem gebogenen Stiel mit einer runden Knolle am Ende.

### Malerei

Muster von einem Dachsparren aus dem Jahr 1896

Bevor Māori in den ersten Kontakt mit Europäern kamen, hatte die Malerei eine eher untergeordnete Bedeutung im Vergleich zu Schnitzereikunst, des Tätowierens oder der Erstellung von Skulpturen aus Knochen und Steinen.
Malereien kamen zumeist innerhalb ihrer Versammlungshäuser (Wharenui) zur Anwendung, in denen sie neben den Schnitzereien und den Tukutuku (geflochtenen Matten) ein weiteres wichtiges Gestaltungselement waren, oder auf Paddeln und den Unterseiten ihrer Kanus. In den Versammlungshäusern wurden bevorzugt die Dachbalken und Einfassungen des Daches innenseitig mit Koru-Designs bemalt, die traditionell als Kowhaiwhai bezeichnet werden.
Auch auf den Paddeln der Kanus wurden vielseitig verschnörkelte, ornamentale Koru-Darstellungen zur Dekoration verwendet. Zahlreiche dieser Paddels sind im British Museum, im Cambridge University Museum und vereinzelt auch in anderen Museen zu finden, die zumeist von den Forschungsreisen Kapitän James Cooks im 18. Jahrhundert nach Europa gebracht wurden.

### Tätowierungen
Die Tätowierungen der Māori, Moko genannt, unterscheiden sich von polynesischen Tattoos, indem sie geschnitten werden und nicht gepikst. Jedes Tattoo in den unterschiedlichen Bereichen des Gesichts hat seine Bedeutung. Durch die Designs zeigt der Tattooträger welchen sozialen Rang er besitzt, den Status seiner Geburt, seiner Heirat, seiner Autorität und sein persönliches Zeichen, ähnlich einer Unterschrift. Das Koru-Design in der Tätowierung ist ein kleines Teilstück von einem komplizierten Gesamtdesign.

### Schmuck

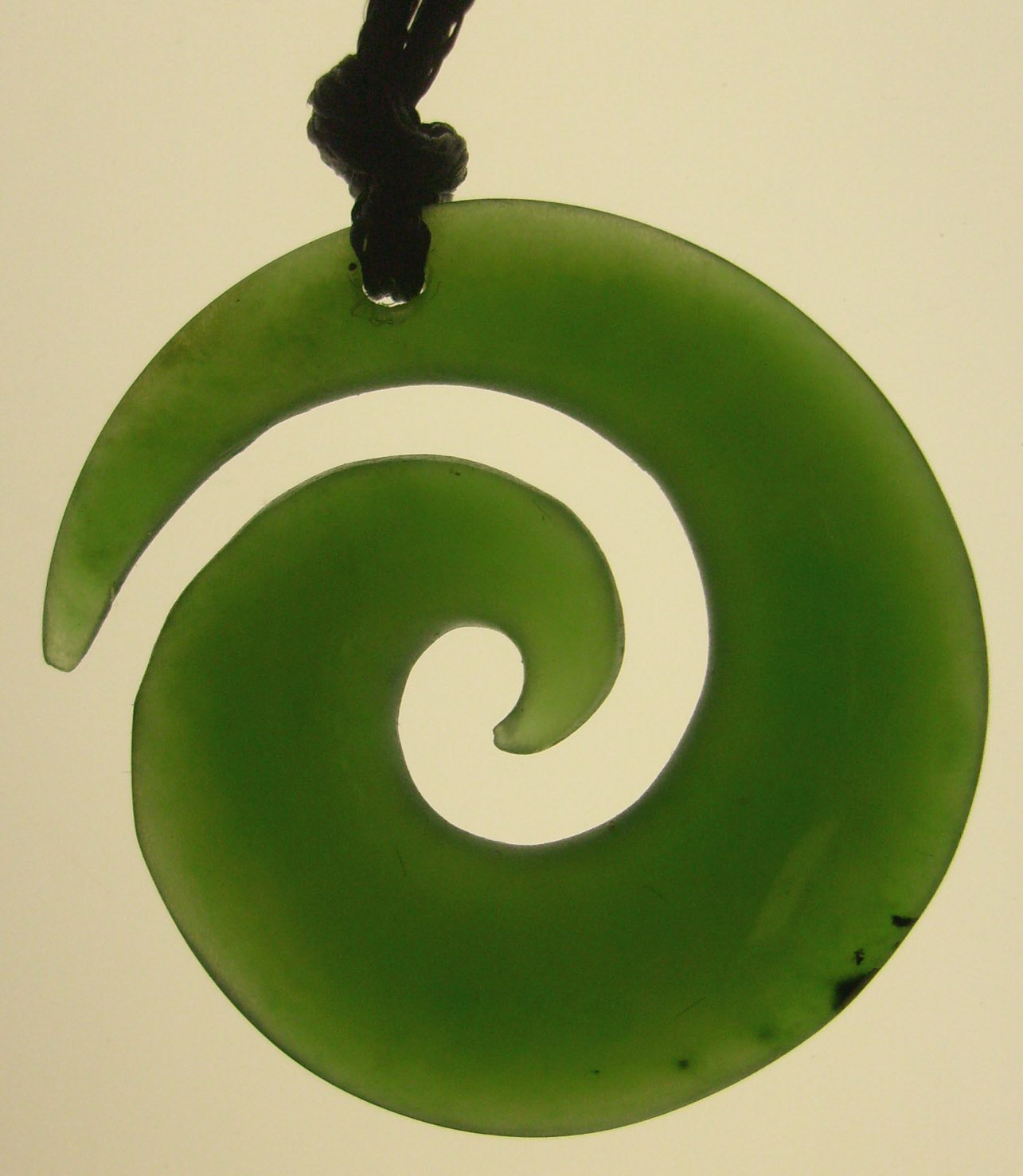
Ein Koru aus neuseeländischem Greenstone (Pounamu)

Schmuck wurde von den Māori bevorzugt aus Pounamu, einem grünfarbenen Nephrit-Mineral, aus Knochen oder auch aus der Pāua-Muschel hergestellt, die aber zumeist als Auge in Schnitzereien verwendet wurde. Die Form des Koru kommt allerdings nur bei dem Pounamu, der in Neuseeland auch als Greenstone bezeichnet wird, zur Anwendung. Vorherrschende Designs des Koru sind hierbei die einfache Spirale, die doppelte Spirale oder in Hakenform. Die aus dem Schmuckstein gefertigten Kunstwerke werden in der Regel als Halsband-Anhänger getragen. Meist werden den Schmuckstücken mystische Wirkungen und Bedeutungen zugeordnet.

## Verwendung in der zeitgenössischen Kunst
Ein in Neuseeland bekannter Künstler, der in seinen Kunstwerken mit dem Koru-Symbol experimentiert hat, war Gordon Frederick Walters (1919–1995). Er begann 1956 mit dem Motiv des Koru zu arbeiten und fand in den Jahren von 1958 bis 1959 zu seinem eigenen Stil und Interpretation. Seine Arbeiten wurden erstmals 1966 in der New Vision Gallery in Auckland ausgestellt. Seit dieser Zeit wird Walters im Zusammenhang mit dem Koru gesehen.

## Heutige kommerzielle Verwendung

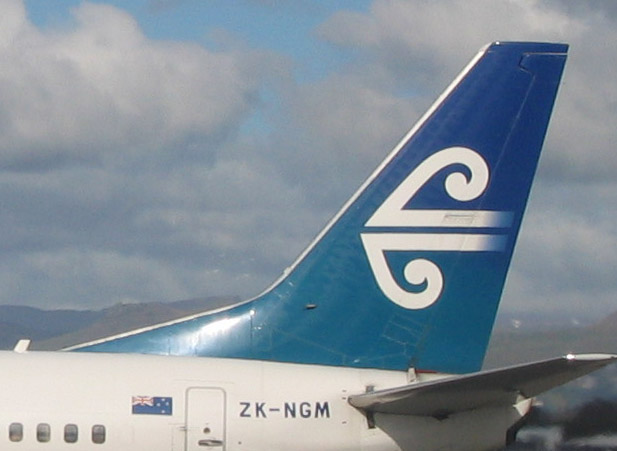
Firmenlogo der Air New Zealand auf dem Seitenleitwerk einer ihrer Maschinen

Da das Koru-Symbol mittlerweile fest mit der Identität des Landes Neuseeland verbunden ist, findet man es seit einiger Zeit in vielfältiger Weise auf Firmenlogos, auf Publikationen, Werbematerial und überall dort, wo man sich mit Neuseeland identifizieren möchte. 
So führt als Beispiel Air New Zealand, die nationale Fluggesellschaft Neuseelands, ein stilisiertes Koru-Design in ihrem Firmenlogo. Das Koru-Symbol wurde erstmals 1973 auf den Heckflossen der neuen DC-10-Flotte benutzt. Seit der Gründung der Firma wurde das Firmenlogo zweimal geändert. Trotz Änderungen in der Farbe und Schriftart hat sich das Koru-Design bis heute gehalten. Auch ist das Koru-Symbol häufig in staatlichen Einrichtungen oder Ministerien zu finden, wie zum Beispiel im Logo des Ministry of Māori Development (Te Puni Kōkiri).

## Flagge der Māori

Offizielle Flagge der Māori Neuseelands

Im Januar 2009 erklärte Pita Sharples, seinerzeit Minister für Māori-Angelegenheiten, dass die Māori-Flagge am Waitangi Day von der Auckland Harbour Bridge wehen sollte. Seine Idee, dass das Symbol dieser Flagge zur Verbesserung der Beziehung zwischen Staat und Māori dienen könne. Nach einer öffentlichen Ausschreibung und Wahl des Designkonzeptes wurde am 14. Dezember 2009 das Design der Tino Rangatiratanga, staatlich anerkannt. Die Fahne, schwarz, weiß und rot gehalten, besitzt in der vertikalen Mitte ein horizontal verlaufendes weißen Koru-Design, das die Entfaltung des neuen Lebens, Hoffnung auf die Zukunft und den Prozess der Erneuerung symbolisieren soll.